# Rudolf Keplinger

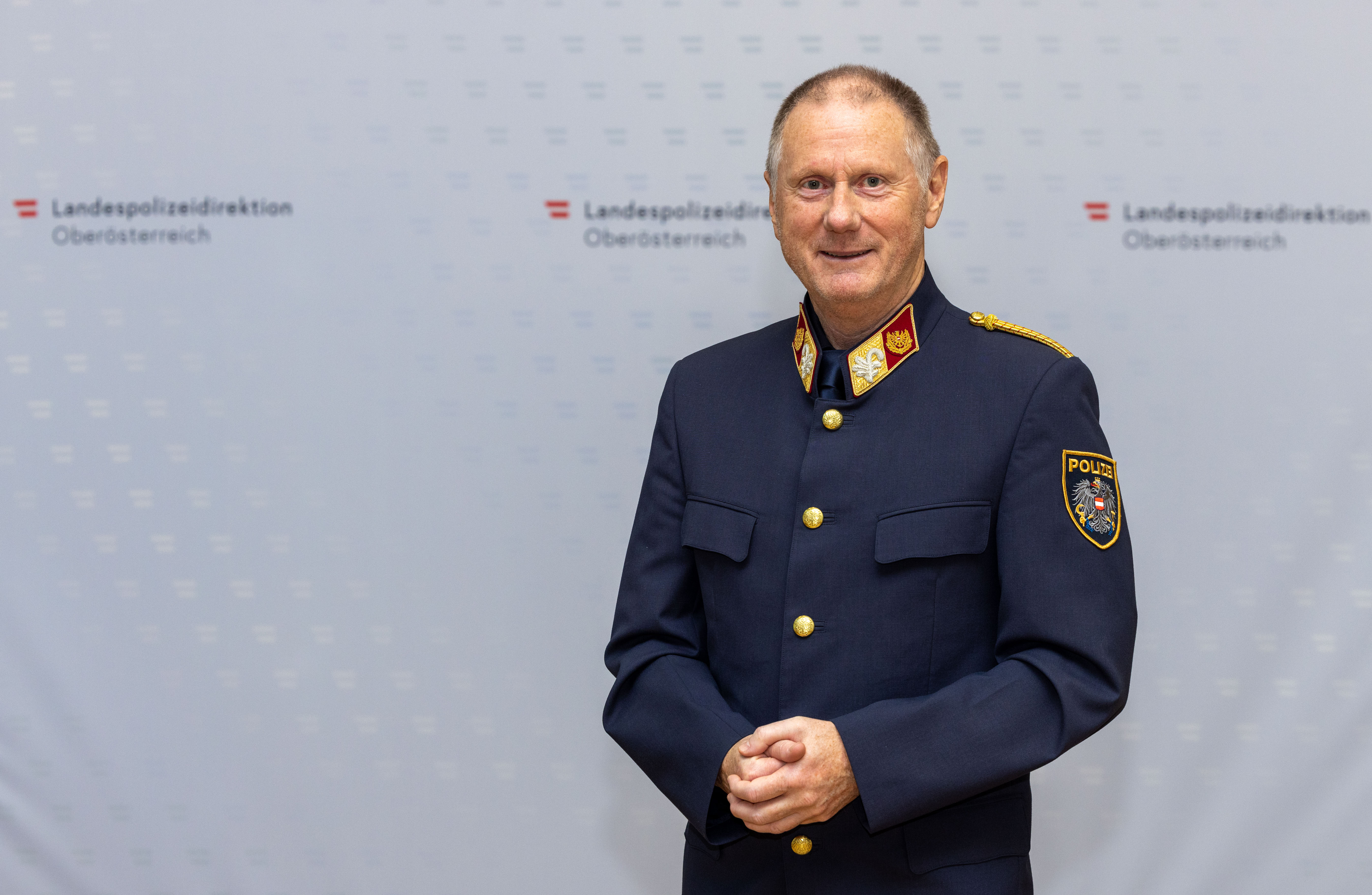
Rudolf Keplinger, 2022

Rudolf Keplinger (* 4. Juli 1961 in Linz) ist ein österreichischer Jurist, Polizeibeamter, Autor und Universitätslektor.

## Laufbahn
Rudolf Keplinger trat 1983 in den Polizeidienst ein und versah bis 1990 in einem Wachzimmer in Linz Dienst. Nach Absolvierung des Diplom- und des Doktoratsstudiums der Rechtswissenschaften in Linz war er bei der Bundespolizeidirektion Linz als Polizeijurist in verschiedenen Funktionen tätig; unter anderem in der Kriminalpolizeilichen Abteilung. Ab dem Jahr 1994 war er stellvertretender Leiter der Präsidialabteilung der Bundespolizeidirektion Linz.
Im Jahr 2005 wurde er im Zuge der Errichtung der Landespolizeikommanden zum Leiter des neu gegründeten Landeskriminalamtes und 2012 im Zuge der Reform der Sicherheitsbehörden schließlich zum Leiter des Büros für Rechtsangelegenheiten der Landespolizeidirektion Oberösterreich ernannt.
Er wirkte in vielen Arbeitsgruppen des Bundesministeriums für Inneres mit und ist Mitglied in verschiedenen Gremien der Zentralleitung, wie etwa dem sogenannten Qualitätszirkel, der Taskforce Strafrecht und dem Gewaltschutzgremium. Im Fall der Entführung von Natascha Kampusch wurde Keplinger 2009 Mitglied der „Evaluierungskommission“, die den Fall „objektiv untersuchen und beurteilen“ sollte. Bis zum Einsetzen der Kommission im Vorjahr waren die Ermittlungen „nicht in der notwendigen Dimension“ geführt worden, kritisierte Keplinger damals.
Seit November 2022 ist Keplinger Landespolizeidirektor-Stellvertreter und Leiter des Geschäftsbereiches B (Sicherheits- und Verwaltungspolizeiliche Abteilung, Personalabteilung, Logistikabteilung, Büro Rechtsangelegenheiten, Büro Qualitäts- und Wissensmanagement und Büro Budget) der Landespolizeidirektion Oberösterreich. Die Arbeit übernahm er bereits im Vorjahr.
Keplinger war Ende Oktober bis Anfang November 2024 beteiligt an den Ermittlungen im Rahmen der Großfahndung rund um den Fall eines Doppelmordes in Altenfelden.
Nach 42 Dienstjahren trat Keplinger 2025 in den Ruhestand. In einer offiziellen Feier würdigten Landespolizeidirektor Andreas Pilsl, Landeshauptmann Thomas Stelzer und Vertreter des Innenministeriums seine Verdienste. Keplinger sei ein „Voraus- und Weiterdenker“ und „absoluter Vorzeigepolizist“ gewesen, der neue Maßstäbe gesetzt habe. Das Gewaltschutzgesetz, das maßgeblich aus seiner Feder stamme, sei „etwas Epochales“.

### Weitere Tätigkeiten
Keplinger ist zudem als Vortragender, Referent oder Trainer aktiv. Schon 1991 war er als junger Jurist Trainer für das damals neue Sicherheitspolizeigesetz. Seit 2007 ist er Referent für Sicherheitspolizeirecht und Waffengebrauchsgesetz an der Fachhochschule Wiener Neustadt und seit 2009 Lektor am Institut für Strafrecht an der Johannes-Kepler-Universität Linz. Ihm sei wichtig, „Wissen zu vermitteln und Erfahrungen weiterzugeben.“ bzw. das „große Ganze“, da Recht mehr als eine Aneinanderreihung von Paragraphen sei.
In den 1990er Jahren gründete Keplinger mit Andreas Hauer proLIBRIS, einen Verlag für juristische Materialien. Der Verlag versteht sich als Nischenverlag mit Schwerpunkt Polizeirecht. Die drei Hauptlinien sind Kommentare, spezielle Polizeiausgaben und Textausgaben.
Seit 2009 ist Keplinger persönlicher Rechtsberater des Generaldirektors für die öffentliche Sicherheit.
Zudem ist Keplinger Autor zahlreicher juristischer Publikationen und gilt als Experte auf dem Gebiet der Polizeijuristik.

## Rezeption
Keplinger gilt als der wohl „profundeste Experte für das Sicherheitspolizeigesetz“ Österreichs. In verschiedensten Rahmen tritt er häufig als Redner oder zur Übergabe von Ehrungen auf.
Keplingers Karriere ist geprägt von Reformen und Initiativen, die auf die Modernisierung des Polizeiwesens und die Verbesserung des Gewaltschutzes abzielen. Er gilt als Vordenker des Annäherungsverbots, das als Erweiterung zum bestehenden Betretungsverbot entwickelt wurde und seitdem als rechtliches Mittel im österreichischen Gewaltschutzgesetz verankert ist.
Eine von Keplingers bekanntesten Leistungen ist die Einführung sicherheitspolizeilicher Fallkonferenzen (S-FK), die es ermöglichen, in sogenannten „High-Risk-Fällen“ verschiedene Behörden und Akteure zur Koordination des Schutzes für gefährdete Personen zusammenzubringen. Dieses Modell hat sich etabliert und wird auf andere Bundesländer ausgeweitet.
Geachtet wird seine Laufbahn auch wegen der parteipolitischen Neutralität.
2012 wurde ihm der Berufstitel Professor vom Bundespräsidenten Heinz Fischer auf Antrag des Bundesministeriums für Wissenschaft und Forschung verliehen. Die Verleihung fand im November durch den Generaldirektor für die öffentliche Sicherheit, Herbert Anderl, in den Räumlichkeiten des Innenministeriums in Wien statt.
2024 wurde Keplinger das Große Ehrenzeichen für Verdienste um die Republik Österreich verliehen. Diese Auszeichnung würdigt seine langjährige und herausragende Arbeit im Dienste der Republik Österreich, insbesondere im Bereich des Schutzes und der Sicherheit. Verliehen wurde das Ehrenzeichen durch Innenminister Gerhard Karner und Landespolizeidirektor Andreas Pilsl. 2025 wurde Keplinger zudem im Rahmen seiner Pensionierungsfeier das Silberne Ehrenzeichen des Landes Oberösterreich von Landeshauptmann Thomas Stelzer verliehen.